# Carl Troll
Carl Troll   (Gabersee, 24 de desembre de 1899 - Bonn, 21 de juliol de 1975) fou un geògraf, botànic, químic, fitogeògraf, climatòleg i ecòleg alemany,, especialista en ecologia del paisatge. Va estudiar biologia, química, geologia, geografia i física a la Universitat de Múnic. Germà del també botànic Wilhelm Troll (1897-1978).

## Trajectòria professional
L'any 1921 va obtenir el doctorat en botànica. Entre 1922 i 1927 va treballar com a assistent en l'Institut Geogràfic de Múnic.
Entre els anys 1925 i 1929 va realitzar diversos viatges al continent americà, visitant el nord de Xile, Bolívia, Perú, Equador, Colòmbia i Panamà. Després visità l'Àfrica oriental i meridional els anys 1933 i 1934. L'any 1930 es va convertir en professor de geografia a Berlín i l'any 1938 es convertí en professor de geografia a Bonn.
Va ser ell qui va introduir l'any 1939 l'expressió landscape ecology (ecologia del paisatge), que va definir com l'estudi de tota la complexitat de relacions causa-efecte que existeixen entre les comunitats d'éssers vius i les seves condicions ambientals en una secció específica de paisatge.
Va ser president de la Unió Geogràfica Internacional (1960-1964), l'any 1975 va fundar la Comissió sobre Geoecologia de Muntanyes de la Unió Geografia Internacional.
Considerat un dels mestres de la geografia botànica, de l'ecologia i de la geografia física, és autor de diverses obres sobre biogeografia, morfologia glacial, geografia cultural dels Andes i d'Àfrica i sobre els problemes de subdesenvolupament.